# Bembidion extensum
Bembidion extensum är en skalbaggsart som beskrevs av Thomas Casey. Bembidion extensum ingår i släktet Bembidion och familjen jordlöpare. Inga underarter finns listade i Catalogue of Life.